# Ernst Tzschach

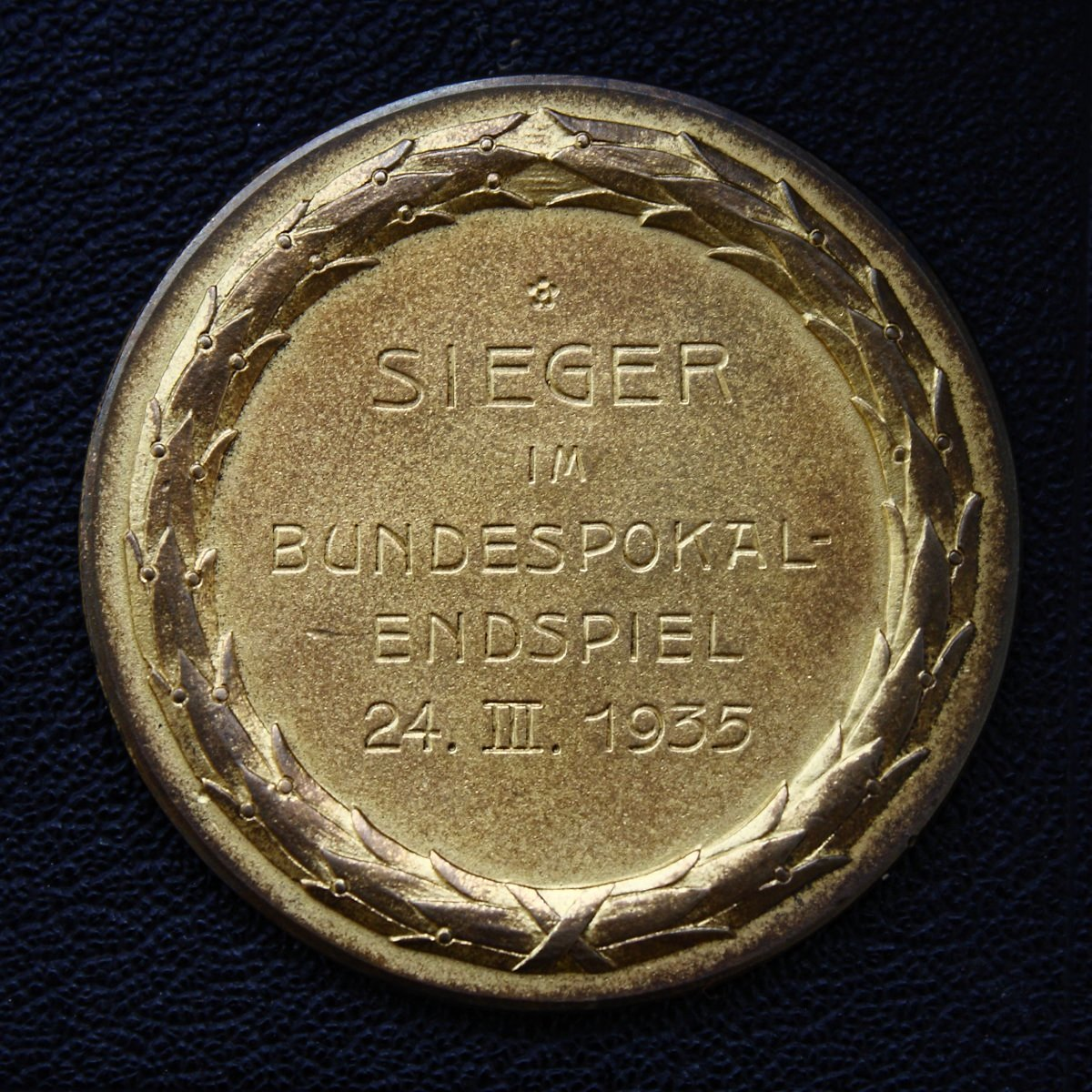
Gedenkmünze anlässlich des Bundespokalsieges am 24. März 1935

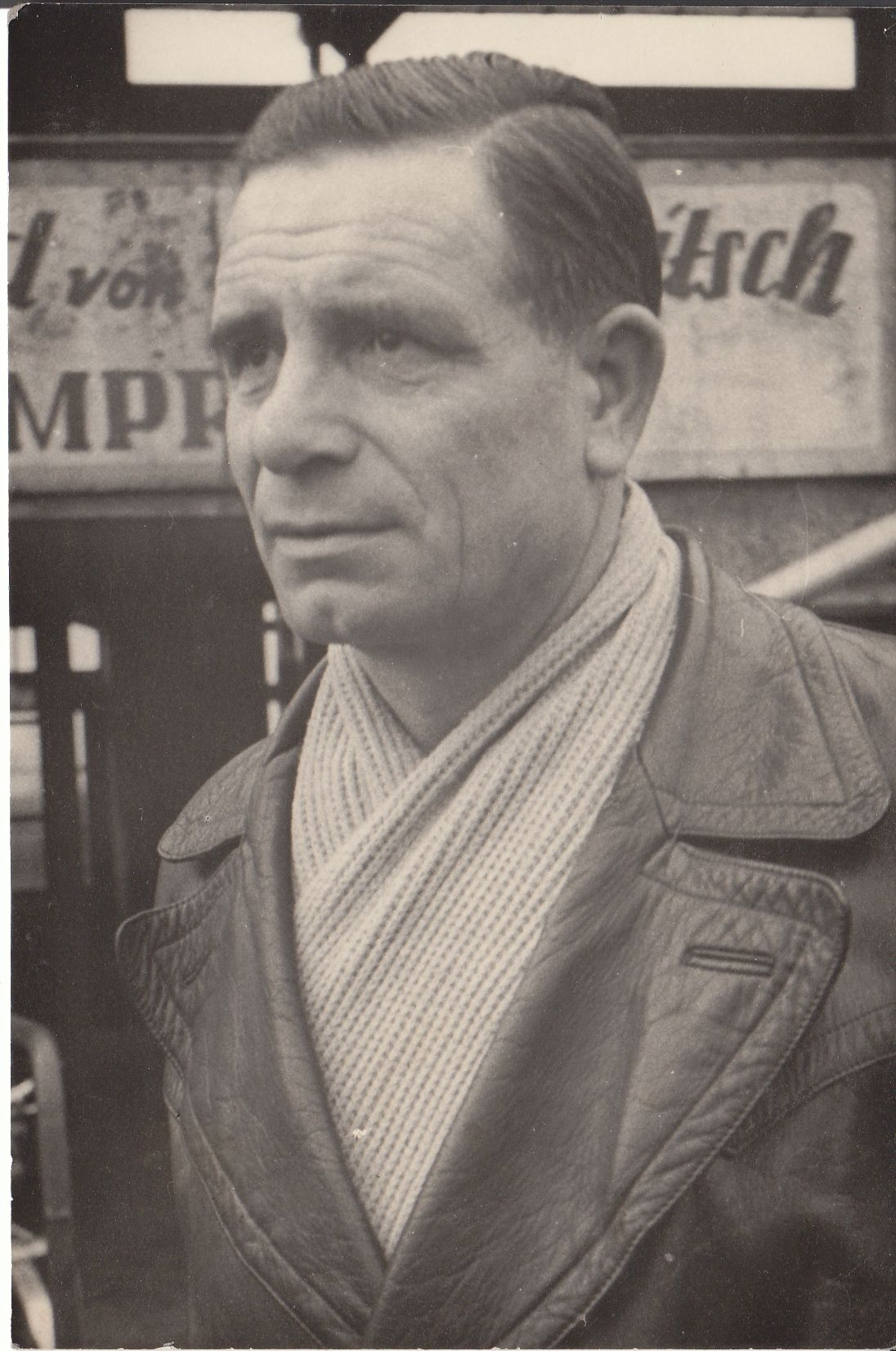
Ernst Tzschach, Torwart und Fußballtrainer

Ernst Tzschach (* 17. Dezember 1911 in Steinach; † 14. Oktober 1971 ebenda) war ein deutscher Fußballspieler und -trainer.

## Karriere

### Vereine
Tzschach gehörte von 1928 bis 1934 als Torwart dem in seinem thüringischen Geburtsort ansässigen SV 08 Steinach an, für den er in den vom Verband Mitteldeutscher Ballspiel-Vereine organisierten Meisterschaften im Gau Südthüringen Punktspiele bestritt. Am Ende seiner zweiten Saison gewann er mit seiner Mannschaft die Meisterschaft und nahm infolgedessen an der Endrunde um die Mitteldeutsche Meisterschaft teil. Nachdem der SV Union Zella-Mehlis in der 1. Vorrunde mit 4:1 und der 1. V.F.C. 03 Plauen in  der 2. Vorrunde mit 2:1 besiegt wurde, unterlag er im Viertelfinale dem  SV Sturm Chemnitz mit 2:3. Zwei Jahre später gelang die erneute Meisterschaft, doch in der Endrunde um die Mitteldeutsche Meisterschaft ereilte ihn und seine Mannschaft das Aus bereits in der 1. Vorrunde mit der 2:3-Niederlage gegen den FC Thüringen Weida. In der Folgesaison gewann er erneut die Meisterschaft, scheiterte jedoch im Viertelfinale der Endrunde am SC Wacker 1895 Leipzig mit 1:3. 
Ab der Saison 1933/34 spielte er in der Gauliga Mitte, in einer von zunächst 16, später auf 23 aufgestockten Gauligen zur Zeit des Nationalsozialismus als einheitlich höchste Spielklasse im Deutschen Reich. Mit seiner Mannschaft schloss er die Saison als Zweitplatzierter hinter dem FC Wacker Halle ab, die Folgesaison als Drittplatzierter. Insgesamt absolvierte er 30 von 36 Gauligaspielen.
Die Saison 1935/36 spielte er für die SpVgg Gelb-Rot Meiningen in der zweitklassigen Bezirksklasse Thüringen; danach zog sich die Mannschaft vom Spielbetrieb zurück. Als Spieler des Militär-Sportvereins wurde er mehrfach von Reichstrainer Sepp Herberger zu Lehrgängen der A-Nationalmannschaft eingeladen, jedoch nie in einem Länderspiel eingesetzt, da die Konkurrenz mit Hans Jakob, Fritz Buchloh und Willy Jürissen zu stark war.

### Auswahlmannschaft
Tzschach kam als Spieler im Wettbewerb um den Reichsbundpokal zum Einsatz, den er mit der Gau-Auswahlmannschaft Mitte am 24. März 1935 in Berlin mit 2:0 gegen die Gau-Auswahlmannschaft Berlin-Brandenburg gewann. Der Weg dorthin führte über die Gau-Auswahlmannschaft Südwest (3:2 n. V.; Spieler u. a. Hans Stubb, Rudolf Gramlich, Heinrich Hergert, Willi Tiefel, Edmund Conen), Niedersachsen (2:0; Spieler u. a. Fritz Deike, Herbert Widmayer, Ludwig Lachner, Erich Meng, Richard Meng) und dem 4:2-Sieg über Nordmark, die mit den Nationalspielern Hans Rohde, Erwin Stührk, Otto Rohwedder, Herbert Panse und Rudolf Noack spielten.

## Erfolge
- Gaumeister Südthüringen 1930, 1932, 1933
- Reichsbundpokal-Sieger 1935

## Sonstiges
- Von 1939 bis 1945 war er Soldat im Zweiten Weltkrieg, geriet anschließend in Kriegsgefangenschaft, aus der er 1949 entlassen wurde.
- Von 1953 bis 1955 absolvierte er den Trainerlehrgang an der Deutschen Hochschule für Körperkultur in Leipzig.
- 1956 und 1957 war er als Assistenztrainer von Walter Fritzsch für den Drittligisten Motor West Karl-Marx-Stadt in der ein Jahr zuvor gegründeten II. DDR-Liga tätig.
- Bis 1963 trainierte er die Bezirksligisten BSG Motor Rudisleben und BSG Lokomotive Meiningen.
- Zudem war er Bezirkstrainer im Bezirk Suhl.